# Cellule calicoblastique

Derme aboral d'un polype

Une cellule calicoblastique, aussi appelée calicoblaste, est chez les scléractiniaires, un type de cellule se trouvant dans l'ectoderme aboral.

## Rôle
Les cellules calicoblastique secrètent la matrice organique qui est impliquée dans le processus de calcification et de formation de l'exosquelette.